# Quéntar
Quéntar è un comune spagnolo di 1 065 abitanti situato nella comunità autonoma dell'Andalusia.